# Matthew Hamilton Gault
Pour l’article homonyme, voir Gault.
Matthew Hamilton Gault (18 juillet 1822 - 1er juin 1887) est un agent d'assurances, homme d'affaires et homme politique fédéral canadien du Québec.

## Biographie
Né à Strabane dans le comté de Tyrone, en Irlande, il s'établit à Montréal avec sa famille en 1842. Il devient un membre influent du monde des affaires montréalais. Il sera à la fois président de la toute jeune Exchange Bank ainsi que le premier directeur-gérant et le principal actionnaire de la Compagnie canadienne d’assurance Sun Life. Les deux entreprises ont leur siège dans le Vieux-Montréal: l’Exchange Bank est située sur la rue Saint-François-Xavier, la Sun Life est alors sur la rue Saint-Jacques. Matthew Hamilton Gault possède alors une somptueuse résidence sur la rue McTavish à Montréal.
Proche du Parti conservateur et ami de George-Étienne Cartier, Gault se portera, en 1878, candidat conservateur lors de l’élection fédérale dans la circonscription de Montréal-Ouest. Grâce à l’appui du maire Jean-Louis Beaudry et de plusieurs hommes d’affaires, il est élu député du Parti conservateur dans la circonscription fédérale de Montréal-Ouest en 1878, il fut réélu en 1882. Il limitera cependant sa participation aux débats en Chambre s’intéressant surtout au maintien de la politique protectionniste (Politique nationale instaurée en 1879). Bien en vue dans la société montréalaise, il sera en 1883, commissaire du Carnaval d'hiver de Montréal.
Il est mort en fonction en 1887 à l'âge de 64 ans. Marié à Elizabeth J. Bourne en 1854, il aura 16 enfants. 